# Кралов Юрій Олександрович
Юрій Олександрович Кралов (18 жовтня 1976, Одеса, УРСР) — український банкір. Співвласник та голова правління ПАТ «МТБ БАНК».

## Біографія
У 1998 році закінчив Одеський державний політехнічний університет за напрямом «Менеджмент виробничої сфери».
З 8 січня 1998 року розпочав працювати в Морському транспортному банку, де згодом став начальником комерційного департаменту[джерело?].
28 березня 2005 року Юрій Кралов став заступником голови правління з корпоративного бізнесу. У 2007 році, кіпрський Marfin Popular Bank Public Co LTD купив установу і в 2010-му перейменував його в Марфін Банк. У червні 2017 року кіпріоти продали банк українським інвесторам, і заклад отримав назву публічне акціонерне товариство «МТБ БАНК». Весь цей час Юрій Кралов обіймав посаду заступника голови правління банку. З 23 жовтня 2017 року став головою правління ПАТ «МТБ БАНК».
28 грудня 2021 року Юрія Кралова призначено головою комітету Асоціації українських банків з питань розвитку факторингу в Україні.

## Меценатська діяльність
За участі Кралова організували виставки одеських художників: Поліни Зинов'євої, Тетяни Поповиченко, Андрія Коваленка, Петра Нагуляка, Ольги Котової, Володимира Дудника, Віталія Парастюка.
Ініціював[відсутнє в джерелі] надання фінансової допомоги Одеському національному академічному театру опери та балету і сприяв[відсутнє в джерелі] входженню МТБ БАНКу до складу Опікунської ради театру.
Під керівництвом Юрія Кралова МТБ БАНК спонсорував проведення міжнародних[відсутнє в джерелі] тенісних турнірів[ангажоване джерело], 11-ї регати крейсерських яхт «Кубок Чорного моря» і «Кубок портів Чорного моря», участь українських спортсменів у міжнародних змаганнях з мотокросу[джерело?].
З активної підтримки Юрія Кралова[джерело не вказане 1383 дні] МТБ БАНК став партнером футбольної команди НК «Верес» і взяв участь в першому спортивному IPO на українській фондовій біржі ПФТС.